# Michel Bierlaire
Michel Bierlaire (né le 9 février 1967) est un mathématicien belge spécialisé dans la modélisation mathématique des systèmes de transport et en optimisation.
Il est professeur à l'École polytechnique fédérale de Lausanne (EPFL), où il dirige le laboratoire Transport et Mobilité.

## Biographie

### Formation et débuts
Michel Bierlaire naît le 9 février 1967.
Il obtient un doctorat en mathématiques de l'université de Namur en 1996 pour sa thèse sur les "modèles mathématiques pour l'analyse de la demande de transport" qui est supervisée par Philippe Toint.
Il rejoint ensuite, en tant que chercheur associé, le programme des systèmes de transport intelligents au Massachusetts Institute of Technology. Il y travaille sur la conception et le développement de DynaMIT; qui est un outil de simulation logicielle en temps réel conçu pour « soutenir efficacement l'exploitation des systèmes avancés d'information aux voyageurs (ATIS) et des systèmes avancés de gestion du trafic (ATMS) » ,,.

### Carrière

#### Enseignement
En 1998, il rejoint l'EPFL d'abord comme maître d'enseignement et de recherche au sein du groupe de recherche opérationnelle de l'Institut de mathématiques. En 2006, il est nommé professeur associé à l'École d'architecture, de génie civil et d'environnement de l'EPFL et devient le directeur fondateur du Laboratoire Transport et Mobilité. Depuis 2012, il est professeur ordinaire à l'EPFL.
À l'EPFL, il crée en 2010 le Programme doctoral en génie civil et environnemental, qu'il préside jusqu'en 2017,. En 2012, Michel Bierlaire fonde hEART, l'Association européenne pour la recherche en transport qu'il préside de 2012 à 2015.
Michel Bierlaire développe plusieurs cours en ligne, dont un sur les modèles de choix discrets et trois sur l'optimisation,,,. En collaboration avec Moshe Ben-Akiva du MIT, Daniel McFadden et Joan Walker, tous deux de l'université de Californie à Berkeley, il propose un cours intitulé "Discrete Choice Analysis : Predicting Individual Behavior and Market Demand" qui s'adresse aux professionnels du monde universitaire et de l'industrie.

#### Recherche, travaux et projets
Les recherches de Michel Bierlaire visent à développer des modèles mathématiques reproduisant la complexité du comportement de mobilité des individus et des marchandises pour tous les modes de transport,. Il vise à développer des solutions aux problèmes de transport qui incluent également les implications de la mobilité sur l'aménagement du territoire, l'économie et l'environnement, entre autres.
Ses travaux portent sur la modélisation des comportements de déplacement en utilisant des modèles de choix discrets et des modèles d'activité, sur le développement de modèles de recherche opérationnelle basés sur les tournées de véhicules et l'ordonnancement et l'établissement des horaires et sur la combinaison de ces modèles,,. Il s'intéresse aussi aux systèmes de transport intelligents et à la reproduction des flux de piétons.
Il crée et teste des modèles mathématiques et des algorithmes pour des applications en recherche opérationnelle qui incluent l'optimisation continue et discrète, la théorie des files d'attente, les graphes et réseaux, et la simulation,,. 
Michel  Bierlaire est le principal développeur de Biogeme, un projet open source qui réalise l'estimation par maximum de vraisemblance de modèles paramétriques de choix discret. Il est basé sur Pandas, une bibliothèque Python d'analyse de données.

## Distinctions
Sur invitation de l'Association of European Operational Research Societies, Michel Bierlaire initie l'EURO Journal on Transportation and Logistics, dont il est le rédacteur en chef entre 2011 et 2019. Depuis 2012, il est rédacteur associé de la revue Operations Research. Il est également rédacteur en chef adjoint de la revue Journal of Choice Modelling depuis sa conception en 2007 jusqu'en 2017.

## Œuvres

### Livres
- Michel Bierlaire, Optimization: principles and algorithms, Lausanne, Switzerland, EPFL Press, 2015 (ISBN 978-1482203455)
- Michel Bierlaire, Introduction à l'optimisation différentiable, Presses polytechniques et universitaires romandes, 2006 (ISBN 2-88074-669-8 et 978-2-88074-669-8, OCLC 75266943, lire en ligne)
- Michel Bierlaire et Patrick Rérat, La mobilité en questions, c 2017 (ISBN 978-2-88915-172-1 et 2-88915-172-7, OCLC 983834084, lire en ligne)